# Peter Holten Septett
Das Peter Holten Septett, zeitweise auch Peter Holten Sextett, in beiden Varianten gelegentlich mit einem oder zwei Bindestrichen, war eine Rockband in der DDR. Sie wurde 1970 gegründet und 1979 aufgelöst.

## Bandgeschichte
Die Band wurde als Amateurband von Sänger und Keyboarder Peter Grasnick, Bassgitarrist Dieter Wiesjahn, Schlagzeuger Bernd Schwitzke, Sänger Bernd Bangel, Gitarrist und Sänger Victor Heyse, Keyboarder Michael Peglau und Sängerin Brigitte Grasnick gegründet. Der Name „Holten“ ist fiktiv und wurde gewählt, da Bandleader Grasnick gleichzeitig Jura studierte und unter seinem Namen nicht als Musiker in Erscheinung treten durfte. In den ersten Jahren ihres Bestehens hatte die Band mit Rockmusik Erfolg. 1975 verließen alle Musiker bis auf das Ehepaar Grasnick die Band, um Babylon zu gründen. Neu zum Peter Holten Septett kamen Thomas Friedrich (Gesang), der Gitarrist Peter Nehls (vorher bei Joco Dev), Bassgitarrist Wolf-Dieter Bienge, Keyboarder Julius Krebs und Peter Lucht (Schlagzeug).
Peter Nehls verließ die Band 1978 und wurde durch die Gitarristen Michael Otter und Roland Wolter ersetzt. 1979 löste sich die Band nach Differenzen auf. Peter und Brigitte Grasnick waren später zusammen mit dem Gitarristen Norbert Sprenger im Countryrock-Trio Brigitte & Co. erfolgreich.
Das Peter Holten Septett spielte Rockmusik mit anspruchsvollen Texten.

## Diskografie

### Stücke auf Kompilationen
- 1972: Überall bist du auf Schlagerbox 2/72 (Amiga); 1995 auch auf Hier war ich Kind (Amiga)
- 1973: Ich hab' die Sonne bei Nacht gesehn auf hallo Nr. 8 (Amiga)
- 1973: Ritter vom eisernen Pferd auf hallo Nr. 10 (Amiga)
- 1996: Weiter, weiter auf Beatkiste 2 (Barbarossa)
- 1996: Straßen, die dich weiterführen auf Beatkiste 4 (Barbarossa)
- 1996: Treibe die Zeit auf Beatkiste 5 (Barbarossa)[1]